# Huit-huit
Lo Huit-huit è un taglio rotondo per pietre preziose, in particolare usato per i diamanti molto piccoli (300 o anche 500 pietre per carato) dove è praticamente impossibile effettuare il taglio brillante completo. Presenta (tavola esclusa) 8 faccette sulla corona e 8 sul padiglione.